# Neolemonniera
Genre
Classification phylogénétique
Neolemonniera est un genre de plantes à fleurs de la famille des Sapotaceae, comptant cinq espèces. Ce sont des arbres originaires d'Afrique.

## Liste d'espèces
- Neolemonniera batesii
- Neolemonniera clitandrifolia
- Neolemonniera ogouensis